# Corrado I Trinci
Corrado I Trinci fou fill de Corrado Trinci. Fou un cap gibel·lí que va lluitar per l'emperador fins al 1268 (després fou güelf) i fou podestà de la ciutat de Foligno el 1288 i llegat de la ciutat a Perusa el 1289. El seu fill Berardo Trinci va participar en la conquesta d'Asisi el 1321 i fou el pare de Rinaldo que al seu torn fou pare de Trincia Trinci, podestà de Florència el 1386.